# Westblok

Westblok en Oostblok gescheiden door het IJzeren Gordijn.

Het Westblok was de verzamelnaam van de kapitalistische landen in West-Europa tijdens de Koude Oorlog. Het werd in het oosten begrensd door het IJzeren Gordijn. In vergelijking met haar communistische tegenhanger, het Oostblok, is het begrip "Westblok" veel minder gangbaar.

## Landen
Het Westblok bestond niet uit één organisatie die alle landen omvatte; de belangrijkste organisatie hierin was de NAVO (op militair gebied), daarnaast was er de Europese Economische Gemeenschap (EEG), die tijdens de Koude Oorlog langzaam groeide, en de Europese Vrijhandelsassociatie (EVA, die later grotendeels in de EEG opging). Ondanks dat het Westblok veel losser in elkaar stak dan het Oostblok, bleven de grenzen tussen de blokken scherp.
NAVO-leden (Europa):
- België
- Denemarken
- Frankrijk
- Griekenland
- IJsland
- Italië
- Luxemburg
- Nederland
- Noorwegen
- Portugal
- Spanje
- Turkije
- Verenigd Koninkrijk
- West-Duitsland

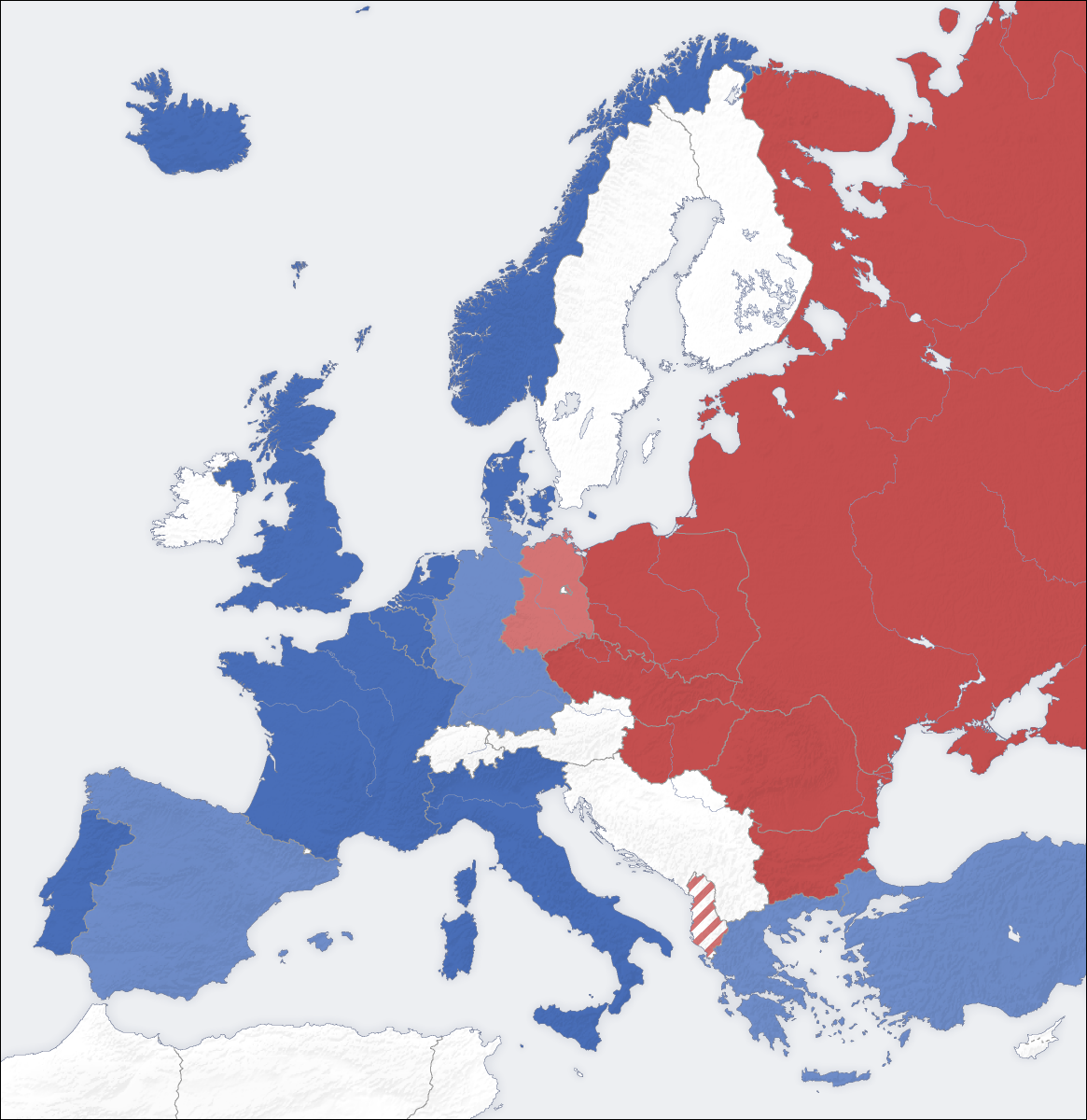
Europese militaire verbonden:
NAVO(Westblok)
Warschaupact(Oostblok)

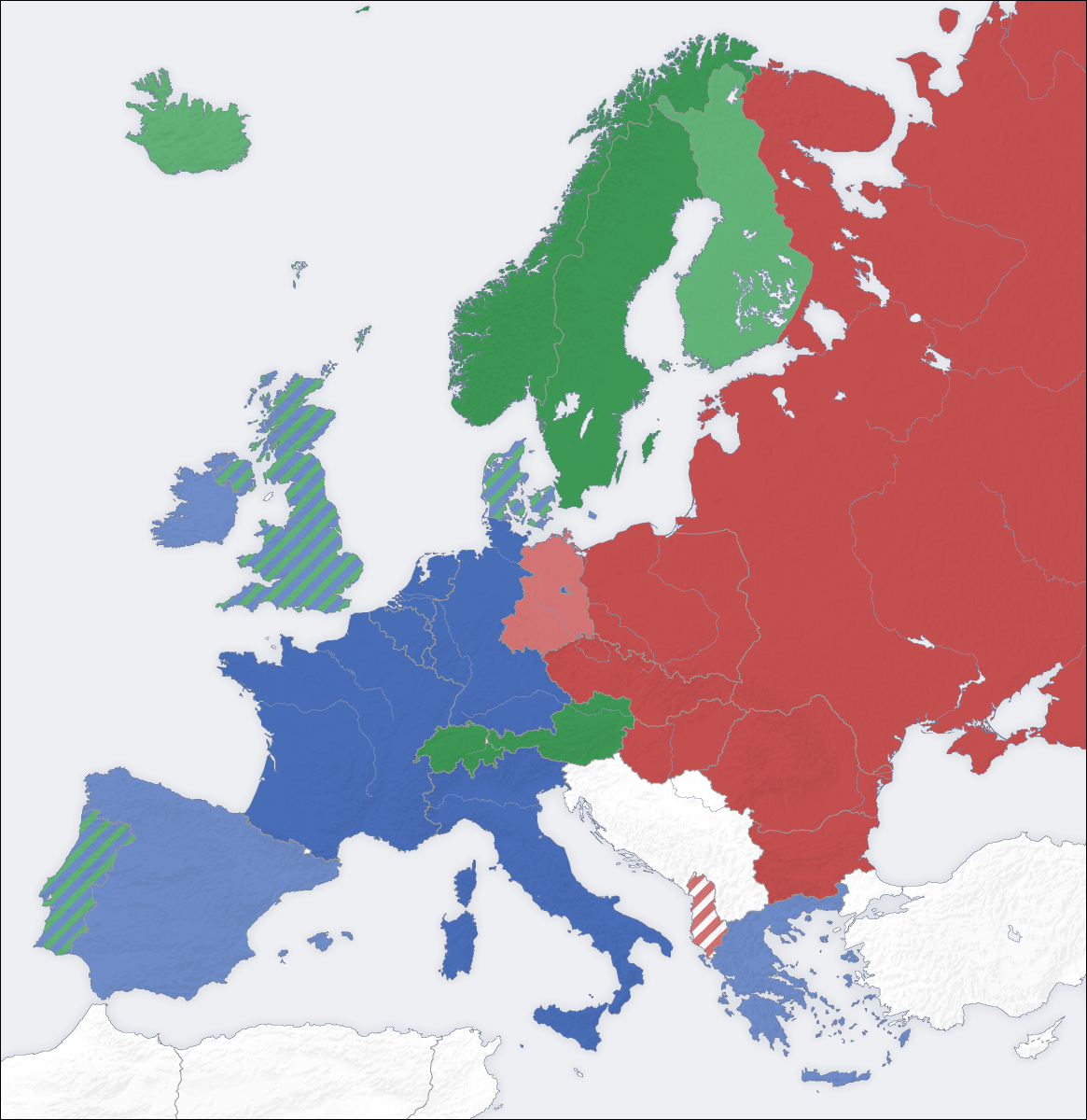
Europese economische organisaties
EEG(Westblok)
EVA(Westblok)
Comecon(Oostblok)

Niet-Europese NAVO-leden, soms tot het Westblok gerekend:
- Canada
- Verenigde Staten

Europese niet-NAVO-leden, gerekend tot het Westblok:
- Finland
- Ierland
- Oostenrijk
- Zweden
- Zwitserland

## Verhoudingen met de wereld
Het Westblok stond onder grote invloed van de Verenigde Staten, dat West-Europa economisch steunde (de Marshallhulp). Bovendien vormden de meeste West-Europese landen met de VS en Canada de NAVO, een militair bondgenootschap, met als voornaamste vijand het latere Warschaupact van het Oostblok. De namen West- en Oostblok verdwenen met de val van het communisme in Oost-Europa in 1989-1991.
Centraal-Europa ·
Noord-Europa ·
Oost-Europa ·
West-Europa ·
Zuid-Europa ·
Zuidoost-Europa ·
Zuidwest-Europa

Balkan ·
Balticum ·
Britse Eilanden ·
Fennoscandinavië ·
Iberië ·
Kaukasus ·
Nederlanden ·
Noordse landen ·
Romania ·
Scandinavië

MOE-landen ·
Oostblok ·
Westblok